# Булгаризъм
Прабългаризмът (на руски: Булгаризм) е теория за прабългарския произход на волжките татари (и/или чувашите / съседни народности), проповядваща възраждане на прабългарската идентичност и волжко-българската държавност.

## Идеология
Част от прабългаристите са любители изследователи на историята на Волжка България. Някои от тях се застъпват за преименуването на волжките татари в „прабългари“ и създаване на нова република „Идел-Урал“ в състава на Руската федерация. Прабългаристите считат татарите в Поволожието за преки потомци на волжките прабългари. Те искрено се смятат за патриоти на своя народ и отечество, а има и такива, които не скриват своите националистически възгледи.

## История
През втората половина на XIX – началото на XX век идеите на прабългаризма се ползват от обществено-политически и научно-културни движения, преди всичко от представители на Ваисовското движение и Дружеството за изучаване на местния край (Чувашия) (на руски: Общество изучения местного края).
Прабългаристите смятат Багаутдин Ваисов (1810 – 1893) и неговите последователи (Ваисовци) за основатели на движението. В техните очи той се е превърнал в мъченик, загинал за техните прабългарски идеали.
В края на XX и началото на XXI век идеите на прабългаризма отново се възраждат благодарение на дйността на неопрабългаристите.

### Клуб „Булгар ал-Джадид“
През 1981 година в Казан се образува клуб на прабългаристката интелигенция (около 40 души). След време той започва подготовка за създаване на културно-историческо дружество. Членовете на клуба установяват връзка с Митхад Ваисов, син на героя Сардар Булгари (1878 – 1918), и се отправят на епиграфски експедиции в Задказанието, където изследват прабългарски надгробни паметници от XVI – XIX в., както и материали за националноосвободително движение от втората половина на XIX и първата четвъртина на XX век.
През пролетта на 1981 г. във в. „Вечерняя Казань“ се появяват няколко статии, непосредствено посветени на самоназванието на тюрките в Поволжието и Приуралието. Накрая, след необходимите подготвителни работи, на 27 август 1988 г. в сградата на музея на Габдулла Тукай се състои първото организирано заседание, на което е решено клубът да се нарича „Булгар ал-Джадид“ („Новите прабългари“). На 23 октомври на малкото поле на централния стадион в Казан се състои митинг с лозунг „Мы – булгары“ („Ние сме прабългари“). Повече от 300 души вземат участие в него. На митинга са прочетени приветствени телеграми от прабългаристи от Москва, Киев, Башкортостан, Вилнюс.
Най-важна цел в дейността на „Булгар ал-Джадид“ станала борбата за възвръщане на „изконния“, както смятат членовете на клуба, етноним „прабългари“, като нарицателно за сегашния народ на Република Татарстан, наричани официално татари – име, според тях, дадено на волжките прабългари от болшевиките. В настоящия момент клубът продължава културно-просветната си дейност.

### Булгарски национален конгрес
Булгарският национален конгрес (БНК) е създаден на 9 юни 1990 г. Обединява сторонници за възраждането на прабългарските традиции и самосъзнание. Регистрирана в Татарстан, организацията се разпростряла и извън пределите на републиката. През 1990-те години на местно ниво активност проявяват отделенията в Москва, Оренбург, Уляновск, Чита. Най-активно се проявяват членове на БНК в Казан – според Г.З. Халилов в Казан съществуват 27 първични прабългарски организации през август 1997 г. В градовете местните прабългаристи формират така наречените прабългарски общини, които сами по себе си представляват национално-културни автономии.
Идеологията на ПНК утвърждава съществуването на „прабългарски естествен манталитет“, който по тяхно мнение „се е формирал в доислямските времена и е взел в себе си част от мюсюлманското съзнание“.